# نصر أباد (زاز الشرقي)
نصر أباد (بالفارسية: نصرآباد) هي قرية تقع في إيران في قسم زاز الشرقي الریفي. يقدر عدد سكانها بـ 75 نسمة بحسب إحصاء 2016.